# Le canzoni del West
Le canzoni del West è il quarto album di Bobby Solo, pubblicato nell'autunno del 1966.

## Descrizione
La matrice del disco porta la data del 28 ottobre; due canzoni però erano già state pubblicate in precedenza su 45 giri, Ringo dove vai? (contenuta nella colonna sonora del film 100.000 dollari per Ringo, diretto da Martin Herbert, pseudonimo di Alberto De Martino), nel 1965 come retro di La casa del signore, mentre Nevada Smith (anche questa contenuta in un film dallo stesso titolo, del regista Henry Hathaway) poche settimane prima.
L'idea di incidere un album a tema country e western era un po' azzardata, perché il cantante veniva da due 45 giri di poco successo, Questa volta (presentata al Festival di Sanremo 1966 e Per far piangere un uomo (cantata al Cantagiro 1966), e perché il genere in Italia non era molto frequentato (escluso qualche sporadica eccezione, come Peter Tevis) ma la Dischi Ricordi diede fiducia al cantante.
Gli arrangiamenti vennero curati dal maestro Iller Pattacini (tranne Nevada Smith, arrangiata da Raf Ferraro, Ringo, dove vai? arrangiata da Bruno Nicolai e Tom Dooley, arrangiata da Vilmos Leskó), ed alla registrazione parteciparono i "Cantori moderni" di Alessandroni, diretti dal maestro Gianni Marchetti.
Mentre il lato A racchiude tutte canzoni tradizionali , il lato B contiene invece alcuni successi del genere tradotti in italiano, come The Streets of Laredo, incisa da Dick Haymes, o il successo del Kingston Trio, Tom Dooley.
Pare non avere molto a che fare con il resto dei brani Greensleeves, che è una canzone popolare inglese: ma nel film del 1962 La conquista del West (diretto da John Ford, Henry Hathaway, George Marshall, Richard Thorpe) viene cantata da Debbie Reynolds.
Nel 1969 il disco è stato ristampato in edizione economica (numero di catalogo SMRP 9061). L'album è stato ristampato poi in CD dalla BMG nel 1999.

## Tracce
Lato A
1. Oh, Susanna (testo originale e musica di Stephen Foster; testo italiano e rielaborazione musicale di Gianni Sanjust, Roberto Satti e Iller Pattacini)
2. Le vie di Laredo (The Streets Of Laredo) (testo: Gianni Sanjust)
3. Tom Dooley (testo: Gianni Sanjust)
4. La casa nel West (Home On The Range) (testo: Gianni Sanjust, Iller Pattacini)
5. Clementina (My Darling Clementine) (testo: Gianni Sanjust)
6. La valle del fiume rosso (Red River Valley) (testo: Gianni Sanjust)
7. Cavalco il mio pony (I Ride An Old Paint) (testo: Gianni Sanjust)

Lato B
1. Nevada Smith (testo italiano di Mogol e Roberto Satti; testo originale di Hal David) (musica: Alfred Newman)
2. La canzone di Alamo (The Green Leaves of Summer (testo italiano di Giovanni D'Anzi; testo originale di Paul Francis Webster) (musica: Dimitri Tiomkin)
3. Non mi abbandonar (High Noon) (testo italiano di Devilli; testo originale di Ned Washington) (musica: Dimitri Tiomkin)
4. La nostra terra (Greensleeves) (testo: Gianni Sanjust)
5. Quel treno per Yuma (The ballad of 3.10 To Yuma) (testo italiano di Calibi; testo originale di Ned Washington) (musica: George Duning)
6. Col mio pony (My Rifle, My Pony And Me) (testo italiano di Mogol e Calibi) (musica: Dimitri Tiomkin)
7. Ringo, dove vai? (Ringo Come To Fight) (testo: Giuseppe Cassia e Roberto Satt)